# Len Ikitau

a Compétitions nationales et continentales officielles uniquement.

b Matchs officiels uniquement.
Dernière mise à jour le 8 avril 2025.
Len Ikitau, né le 1er octobre 1998 à Brisbane (Australie), est un joueur de rugby à XV international australien évoluant au poste de centre. Il joue avec la franchise des Brumbies en Super Rugby depuis 2019.

## Carrière

### En club
Len Ikitau naît à Brisbane dans l'État du Queensland dans une famille d'origine samoane, mais grandit en Nouvelle-Zélande dans la ville d'Auckland,. Il commence la pratique du rugby à XV en Nouvelle-Zélande.
À l'âge de 12 ans, il retourne vivre à Brisbane, et entre à la Marsden State High School (en). Il pratique le rugby à XIII avec l'équipe de l'établissement, très réputée dans le domaine de la formation de jeunes treizistes,.
Repéré lors d'un tournoi, il rejoint le Brisbane Boys' College (en), où il termine alors sa scolarité en internat, et rencontre son futur coéquipier aux Brumbies Darcy Swain,. Il repasse alors au rugby à XV, et joue avec l'équipe de l'établissement dans le championnat lycéen local,. Il évolue dans un premier temps aux postes d'ailier et d'arrière, avant de finalement s'installer au centre. En 2016, il est considéré comme le meilleur joueur à son poste dans son championnat, et l'un des joueurs les plus prometteurs du Queensland,. Lors de son passage dans cette école, il représente aussi l'équipe scolaire du Queensland.
En 2016, au terme de sa scolarité, il ne reçoit aucune offre de contrat de la part de la franchise locale des Reds. Sur les conseils de son ancien coéquipier Swain, il décide de rejoindre la capitale australienne, et le club amateur des Tuggeranong Vikings (en) en ACTRU Premier Division. Il fait également partie de l'académie de la franchise des Brumbies,. Il joue alors avec l'équipe des moins de 20 ans de cette équipe.
En 2017, il est retenu dans l'effectif des Canberra Vikings pour disputer la saison 2017 de NRC. Il s'impose rapidement comme un titulaire au poste de centre, disputant sept matchs (dont quatre titularisations),. En 2018, il remporte l'ACTRU Premier Division avec Tuggeranong.
L'année suivante, après une nouvelle bonne saison avec les Vikings, il signe son premier contrat avec les Brumbies, et fait partie de l'effectif élargi de la franchise pour la saison 2019 de Super Rugby. Il joue son premier match le 5 mai 2019 contre les Blues. Il reste peu utilisé (deux matchs) lors de sa première saison avec cette franchise, car restant dans l'ombre du Wallaby Tevita Kuridrani à son poste de prédilection de second centre,. Il voit toutefois son contrat prolongé pour les deux saisons suivantes.
En 2020, il obtient davantage de temps de jeu avec les Brumbies, disputant six matchs lors de la saison, mais reste la doublure de Kuridrani. Il fait partie de l'équipe qui remporte le Super Rugby Australia, bien qu'il ne dispute pas la finale gagnée face aux Queensland Reds,.
Il devient un titulaire indiscutable des Brumbies en 2021, profitant du départ de Kuridrani, et notamment grâce à ses qualités athlétiques, ses appuis, et sa défense,,. Au mois de septembre, il prolonge son contrat avec les Brumbies et la fédération australienne jusqu'en 2023.
En mars 2023, il prolonge à nouveau son contrat, cette fois jusqu'en 2025.

### En équipe nationale
Len Ikitau représente la sélection scolaire australienne (en) en 2015.
Il est retenu avec l'équipe d'Australie des moins de 20 ans en avril 2017 pour disputer le championnat junior d'Océanie,. Il ne dispute cependant pas le championnat du monde junior plus tard la même année.
Ikitau est sélectionné pour la première fois avec les Wallabies par le sélectionneur Dave Rennie pour préparer le Tri-nations 2020. Il est retenu en dépit de son inexpérience (seulement une poignée de minutes à haut-niveau) afin de lui permettre de travailler avec la sélection, et il ne joue aucun match,.
En juin 2021, il est rappelé pour préparer la série de test-matchs contre la France. Il obtient sa première cape internationale le 13 juillet 2021 contre la France à Melbourne. Au fil de la saison internationale, il s'impose comme le deuxième centre titulaire des Wallabies, notamment après de bonnes performances lors du Rugby Championship.
En juin 2023, il est sélectionné par Eddie Jones pour participer au Rugby Championship 2023,. Il se fracture l'omoplate lors second match de la compétition, face à l'Argentine, l'écartant des terrains pendant un mois et demi, mettant ainsi en danger sa participation à la Coupe du monde en France. Considéré comme insuffisamment remis de sa blessure, il est en effet pas sélectionné dans le groupe australien pour le Mondial. 

## Palmarès

### En club
- Finaliste du National Rugby Championship en 2017 avec les Canberra Vikings.
- Vainqueur de l'ACTRU Premier Division en 2018 avec les Tuggeranong Vikings.
- Vainqueur du Super Rugby AU en 2020 avec les Brumbies.
- Finaliste du Super Rugby AU en 2021 avec les Brumbies.

## Statistiques
Au 20 juillet 2025, Len Ikitau compte 42 capes en équipe d'Australie, dont 38 en tant que titulaire, depuis le 13 juillet 2021 contre l'équipe de France à Melbourne,. Il inscrit six essais (30 points).
Il participe à quatre éditions du Rugby Championship, en 2021, 2022, 2023 et 2024. Il dispute vingt rencontres dans cette compétition.